# Santa Paula
|  | Per a altres significats, vegeu «Paula de Roma». |

Santa Paula és una població dels Estats Units a l'estat de Califòrnia. Segons el cens del 2000 tenia 28.598 habitants.

## Demografia
Segons el cens del 2000, Santa Paula tenia 28.598 habitants, 8.137 habitatges, i 6.435 famílies. La densitat de població era de 2.400,4 habitants/km².
Dels 8.137 habitatges en un 44,1% hi vivien nens de menys de 18 anys, en un 59,1% hi vivien parelles casades, en un 13,4% dones solteres, i en un 20,9% no eren unitats familiars. En el 17,2% dels habitatges hi vivien persones soles el 9,4% de les quals corresponia a persones de 65 anys o més que vivien soles. El nombre mitjà de persones vivint en cada habitatge era de 3,49 i el nombre mitjà de persones que vivien en cada família era de 3,86.
Per edats la població es repartia de la següent manera: un 31,4% tenia menys de 18 anys, un 10,9% entre 18 i 24, un 29,7% entre 25 i 44, un 17,3% de 45 a 60 i un 10,7% 65 anys o més.
L'edat mediana era de 30 anys. Per cada 100 dones de 18 o més anys hi havia 102,3 homes.
La renda mediana per habitatge era de 41.651 $ i la renda mediana per família de 45.419 $. Els homes tenien una renda mediana de 32.165 $ mentre que les dones 25.818 $. La renda per capita de la població era de 15.736 $. Entorn del 12,2% de les famílies i el 14,7% de la població estaven per davall del llindar de pobresa.

## Poblacions més properes
El següent diagrama mostra les poblacions més properes.